# Цаплин, Виктор Иванович
Ви́ктор Ива́нович Ца́плин (16 (29) сентября 1903 года, Москва — 11 марта 1968 года, там же) — советский артист балета, педагог. Заслуженный артист РСФСР (1951).

## Биография
Окончил Московское хореографическое училище. В 1920—1955 работал в Большом театре. С 1922 по 1925 год работал в Московском Камерном театре. Балетмейстер опереточных спектаклей «Чайхана в горах» (1930) и «Продавец птиц» (1934) Московского театра оперетты. Является также постановщиком танцев в операх.
Как педагог Виктор Цаплин работал за рубежом (Китай 1956—1958, Куба 1963). Разработал курс «развитие выразительности тела».
Умер в 1968 году. Похоронен на Ваганьковском кладбище (3 уч.).

## Репертуар (основные партии)
- Арап («Петрушка»)
- Иванушка («Конёк-Горбунок»)
- Наездник («Половецкие пляски»)
- Иосиф («Иосиф Прекрасный»)
- Марцелина («Тщетная предосторожность»)
- Коппелиус («Коппелия»),
- Жером («Пламя Парижа»)
- Учитель танцев («Золушка»)
- Боцман («Красный мак»)
- Каталабют («Спящая красавица»)

## Постановки
Малый театр
- 5 ноября 1958 — «Весёлка» Н. Я. Зарудного в постановке Д. А. Вуроса, композитор Н. П. Будашкин.
- 26 марта 1965— «Умные вещи» С. Я. Маршака в постановке Е. Р. Симонова, композитор Т. Н. Хренников.

## Фильмография
- 1953 — «Мастера русского балета», режиссёр Герберт Раппапорт («Ленфильм»).